# Бадалона
Бадало́на (исп. Badalona) — город и муниципалитет в Испании, входит в провинцию Барселона в составе автономного сообщества Каталония. Муниципалитет находится в составе района (комарки) Барселонес. Занимает площадь 20,95 км². Население — 217210 человек (на 2014 год). Расстояние до административного центра провинции — 10 км. Город является частью агломерации Барселоны. Находится на левом берегу небольшой реки Бесос и Средиземного моря.  Рядом с городом находится горный хребет Сьерра делла Марина. Муниципалитет является третьим по численности населения в Каталонии после Барселоны и Оспиталет-де-Льобрегат.
Покровителем города считается святой Анастасио. Город знаменит своими пляжами, одними из самых красивых в Испании.

## Транспорт

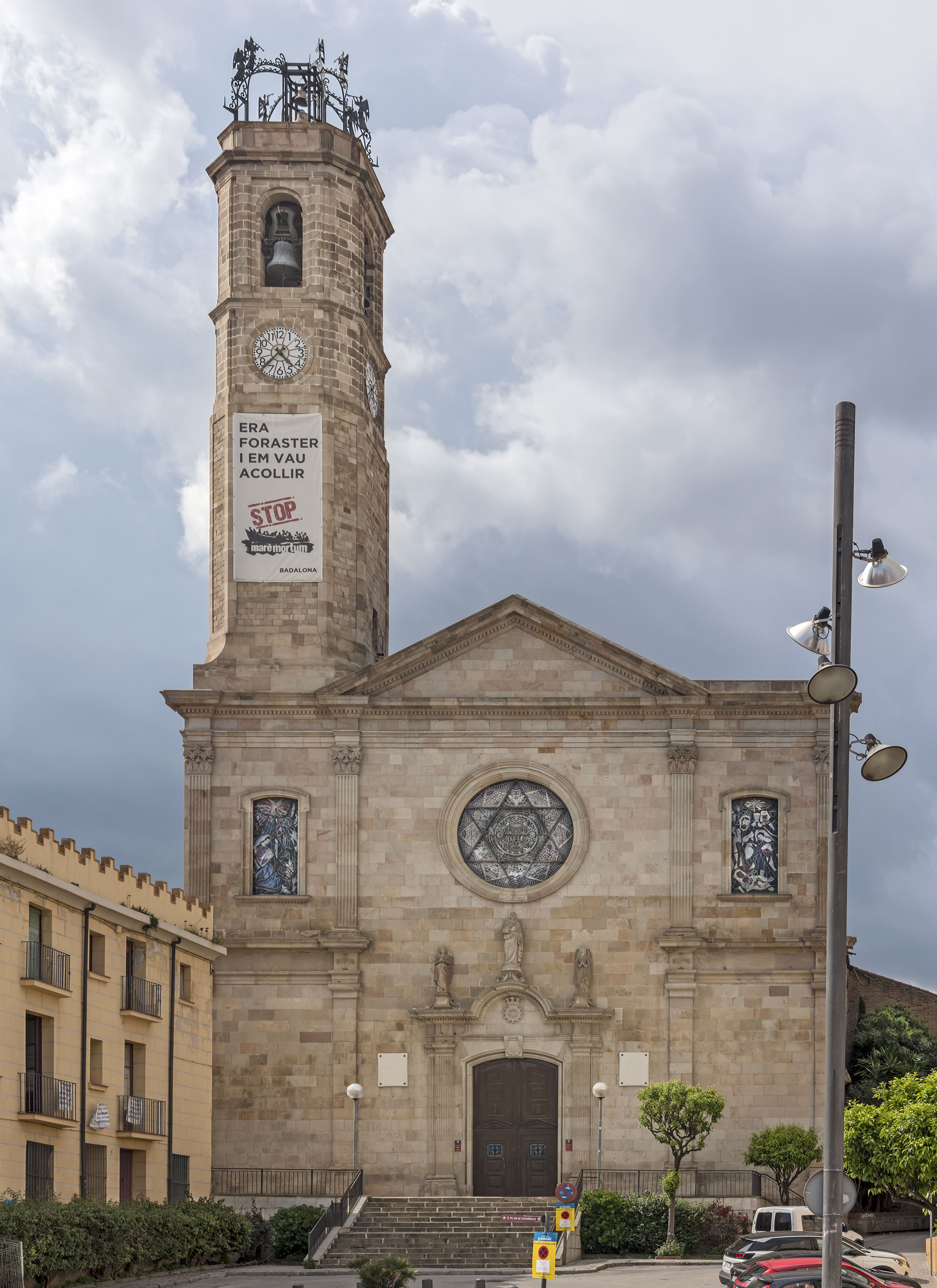
Церковь Святой Марии

Через город проходит RENFE (национальная железная дорога) линии R1 из Барселоны в Матаро - Бланес. В городе также работает общий с Барселоной метрополитен (ТМБ) и городские автобусы, а также линии Trambesòs (скоростной трамвай).

## Экономика
Город является важным центром рыболовства и судостроения. Также в городе есть химический и нефтехимический заводы, фабрики по производству шерстяных и хлопчатобумажных изделий, стекла, печенья, сахара и коньяка. Окружающие плодородные равнины производят зерно, вино и фрукты.
В городе расположен известный ликёроводочный завод, который производит Анис-дель-Моно, самую известную в Европе анисовую водку.

## Климат
| [hide]Данные по климату в Бадалоне (с 1956 по 1969 года) | [hide]Данные по климату в Бадалоне (с 1956 по 1969 года) | [hide]Данные по климату в Бадалоне (с 1956 по 1969 года) | [hide]Данные по климату в Бадалоне (с 1956 по 1969 года) | [hide]Данные по климату в Бадалоне (с 1956 по 1969 года) | [hide]Данные по климату в Бадалоне (с 1956 по 1969 года) | [hide]Данные по климату в Бадалоне (с 1956 по 1969 года) | [hide]Данные по климату в Бадалоне (с 1956 по 1969 года) | [hide]Данные по климату в Бадалоне (с 1956 по 1969 года) | [hide]Данные по климату в Бадалоне (с 1956 по 1969 года) | [hide]Данные по климату в Бадалоне (с 1956 по 1969 года) | [hide]Данные по климату в Бадалоне (с 1956 по 1969 года) | [hide]Данные по климату в Бадалоне (с 1956 по 1969 года) | [hide]Данные по климату в Бадалоне (с 1956 по 1969 года) |
| Месяц                                                    | Янв                                                      | Фев                                                      | Март                                                     | Апр                                                      | Май                                                      | Июнь                                                     | Июль                                                     | Авг                                                      | Сен                                                      | Окт                                                      | Ноя                                                      | Дек                                                      | Год                                                      |
| -------------------------------------------------------- | -------------------------------------------------------- | -------------------------------------------------------- | -------------------------------------------------------- | -------------------------------------------------------- | -------------------------------------------------------- | -------------------------------------------------------- | -------------------------------------------------------- | -------------------------------------------------------- | -------------------------------------------------------- | -------------------------------------------------------- | -------------------------------------------------------- | -------------------------------------------------------- | -------------------------------------------------------- |
| Средний максимум °C (°F)                                 | 13.7 (56.7)                                              | 14.7 (58.5)                                              | 16.6 (61.9)                                              | 18.3 (64.9)                                              | 21.7 (71.1)                                              | 25.3 (77.5)                                              | 27.5 (81.5)                                              | 27.1 (80.8)                                              | 25.4 (77.7)                                              | 24.3 (75.7)                                              | 17.3 (63.1)                                              | 13.7 (56.7)                                              | 20.5 (68.9)                                              |
| Средняя температура °C (°F)                              | 9.0 (48.2)                                               | 9.9 (49.8)                                               | 11.9 (53.4)                                              | 13.4 (56.1)                                              | 17.1 (62.8)                                              | 20.5 (68.9)                                              | 23.1 (73.6)                                              | 23.0 (73.4)                                              | 21.1 (70)                                                | 18.7 (65.7)                                              | 12.8 (55)                                                | 9.6 (49.3)                                               | 15.8 (60.4)                                              |
| Средний минимум °C (°F)                                  | 4.3 (39.7)                                               | 5.0 (41)                                                 | 7.2 (45)                                                 | 8.6 (47.5)                                               | 12.6 (54.7)                                              | 15.7 (60.3)                                              | 18.8 (65.8)                                              | 18.9 (66)                                                | 16.8 (62.2)                                              | 13.1 (55.6)                                              | 8.3 (46.9)                                               | 5.6 (42.1)                                               | 11.2 (52.2)                                              |
| Источник: Система мирового биоклимата.                   |                                                          |                                                          |                                                          |                                                          |                                                          |                                                          |                                                          |                                                          |                                                          |                                                          |                                                          |                                                          |                                                          |

## Города-побратимы
- Вальпараисо
- Гётеборг
- Альканар
- Сан-Фернандо
- Парла
- Сиджес

## Население
| Год  | Численность | Численность   |
| ---- | ----------- | ------------- |
| 1717 | 739         | [ 4 ]         |
| 1787 | 3474        | [ 4 ]         |
| 1857 | 10 485      | [ 4 ]         |
| 1860 | 12 060      | [ 4 ]         |
| 1877 | 13 758      | [ 4 ]         |
| 1887 | 15 974      | [ 4 ]         |
| 1900 | 19 240      | [ 4 ]         |
| 1910 | 20 957      | [ 4 ]         |
| 1920 | 29 361      | [ 4 ]         |
| 1930 | 44 291      | [ 4 ]         |
| 1936 | 47 929      | [ 4 ]         |
| 1940 | 48 284      | [ 4 ]         |
| 1945 | 54 001      | [ 4 ]         |
| 1950 | 61 654      | [ 4 ]         |
| 1955 | 76 331      | [ 4 ]         |
| 1960 | 92 257      | [ 4 ]         |
| 1965 | 125 002     | [ 4 ]         |
| 1970 | 162 888     | [ 4 ]         |
| 1975 | 201 867     | [ 4 ]         |
| 1981 | 227 744     | [ 4 ]         |
| 1986 | 223 444     | [ 4 ]         |
| 1991 | 218 171     | [ 4 ]         |
| 2001 | 208 994     | [ 5 ]         |
| 2002 | 210 370     | [ 6 ]         |
| 2003 | 214 440     | [ 7 ]         |
| 2004 | 214 874     | [ 8 ]         |
| 2005 | 218 553     | [ 9 ]         |
| 2006 | 221 520     | [ 10 ]        |
| 2007 | 216 201     | [ 11 ]        |
| 2008 | 215 329     | [ 12 ]        |
| 2009 | 219 547     | [ 13 ]        |
| 2010 | 218 886     | [ 14 ]        |
| 2011 | 219 786     | [ 15 ]        |
| 2012 | 220 977     | [ 16 ]        |
| 2013 | 219 707     | [ 17 ]        |
| 2014 | 217 210     | [ 18 ]        |
| 2015 | 215 654     | [ 19 ]        |
| 2016 | 215 634     | [ 20 ]        |
| 2017 | 215 848     | [ 21 ]        |
| 2018 | 217 741     | [ 22 ] [ 23 ] |
| 2019 | 220 440     | [ 24 ]        |
| 2020 | 223 166     | [ 25 ]        |
| 2021 | 223 006     | [ 26 ]        |
| 2022 | 223 506     | [ 27 ]        |
| 2023 | 225 957     | [ 28 ]        |
| 2024 | 227 083     | [ 2 ]         |